# Раш, Иан
И́ан Джеймс Раш (англ. Ian James Rush; род. 20 октября 1961 года, Сент-Асаф, Уэльс) — валлийский футболист, нападающий, более всего известный своими выступлениями за «Ливерпуль», в составе которого он стал одним из лучших бомбардиров английского футбола 1980-х — 1990-х годов. Выступал за сборную Уэльса, долгое время являлся лучшим бомбардиром в её истории.
После завершения карьеры игрока попробовал себя в роли тренера «Честер Сити» (2004—2005). Выступал в качестве футбольного эксперта на телевидении.

## Клубная карьера

### Честер Сити
После окончания католической школы Святого Ричарда в 1978 году Иан Раш начал свою футбольную карьеру в Третьем дивизионе в скромном клубе «Честер Сити». Его дебют состоялся в 1979 году против «Шеффилд Уэнсдей». Поначалу Раш выступал в центре полузащиты, но потом занял позицию центрального нападающего, на которой и стал известен всему миру. Свой первый гол за «Честер» Иан Раш забил в матче против клуба «Джиллингем». В 1980 году Раш вместе с командой дошёл до пятого раунда Кубка Англии, в котором «Честер Сити» проиграл клубу «Ипсвич Таун». Яркая игра Иана Раша обратила на него взоры футбольных клубов Первого дивизиона. На Раша претендовали «Манчестер Сити» и «Ливерпуль». Раш с детства был болельщиком футбольного клуба «Эвертон». Но тренер «Ливерпуля» в то время Боб Пейсли заплатил рекордную сумму в 300 000 фунтов стерлингов за Раша, хотя действующий контракт истекал уже в конце сезона. Сумма трансфера осталась для «Честер Сити» рекордной вплоть до его банкротства в марте 2010.

### Ливерпуль (1980—1987)
Иан Раш перешёл в «Ливерпуль» на смене поколений — в команде уже не было Кевина Кигана, но «Ливерпуль» 1980-х запомнился всем наличием таких звезд как Кенни Далглиш, Алан Хансен, Брюс Гроббелар. Поначалу Раш по большей части играл в дублёрах, — Боб Пейсли считал, что место в основном составе надо заслужить. В первый сезон Раш мало выходил на поле, самым большим разочарованием для него стало то, что не был включён в состав, заявленный на финальный матч Кубка европейских чемпионов в 1981 году, состоявшийся в Париже против «Реала». Раш считает, что это был для него урок со стороны Пейсли. В сезоне 1981—1982 годов, Раш стал основным игроком «Ливерпуля» и забил в чемпионате 17 голов. «Ливерпуль» удачно выступил в сезоне, выиграв чемпионат и Кубок Лиги.
Второй сезон сложился также удачно для Раша и его команды: очередной дубль — победа в чемпионате и Кубке Лиги, и сам Раш забил 24 гола.
После того как 6 ноября 1982 года «Ливерпуль» со счётом 5:0 разгромил «Эвертон» в Мерсисайдском дерби, в песню «Poor Scouser Tommy», распеваемую болельщиками «Ливерпуля», добавился специальный куплет, посвящённый Иэну Рашу, забившему в том матче в ворота «Эвертона» четыре мяча.
Сезон 1983—1984 годов стал для Раша самым выдающимся: «Ливерпуль» третий раз подряд выиграл чемпионат, третий раз подряд Кубок Лиги и в финале Кубка европейских чемпионов в Риме в серии пенальти обыграл «Рому». Иан Раш забил 47 голов в 65 матчах. Раш был назван игроком года, лучшим валлийским спортсменом по версии BBC и обладателем «Золотой бутсы». В следующем сезоне «Ливерпуль» вышел в финал Кубка европейских чемпионов, но матч запомнился как «эйзельская трагедия», после чего «Ливерпуль» был дисквалифицирован на 6 лет. Очередным, но первым в карьере Раша трофеем стал Кубок Англии, выигранный в 1986 году. В ту пору, многие игроки из первого дивизиона, дабы «не терять форму», предпочитали уезжать на континент. Уехал Гари Линекер, Марк Хьюз, Марк Хейтли. Контракт с туринским «Ювентусом» Иан Раш заключил в 1986 году, но выступать должен был только с 1987 года. Многие[кто?] утверждают, что переход Раша из «Ливерпуля» в «Ювентус», было неким жестом сглаживания ситуации, попытки восстановить отношения. Контракт составлял 3 миллиона фунтов стерлингов.

### Ювентус
Раш отыграл только один сезон в составе «Старой Синьоры». За «Ювентус» Иан провёл 29 матчей и забил 7 мячей, став лучшим бомбардиром клуба. Тот сезон был явно провальным: игроки «Юве» забили всего 35 голов, 7 из которых на счету Раша. Руководство «Ювентуса» было недовольно таким провалом, Раша быстро сделали крайним. Узнав, что на валлийца претендует ряд европейских клубов, руководители «Ювентуса» решили продать Раша обратно в Англию. В своей автобиографической книге Раш описал ситуацию со своей точки зрения. Ему было тяжело адаптироваться не только к игре, но и обстановке: на него косо смотрели из-за ливерпульского прошлого и явно видели в нём только врага.

### Ливерпуль (1988—1996)

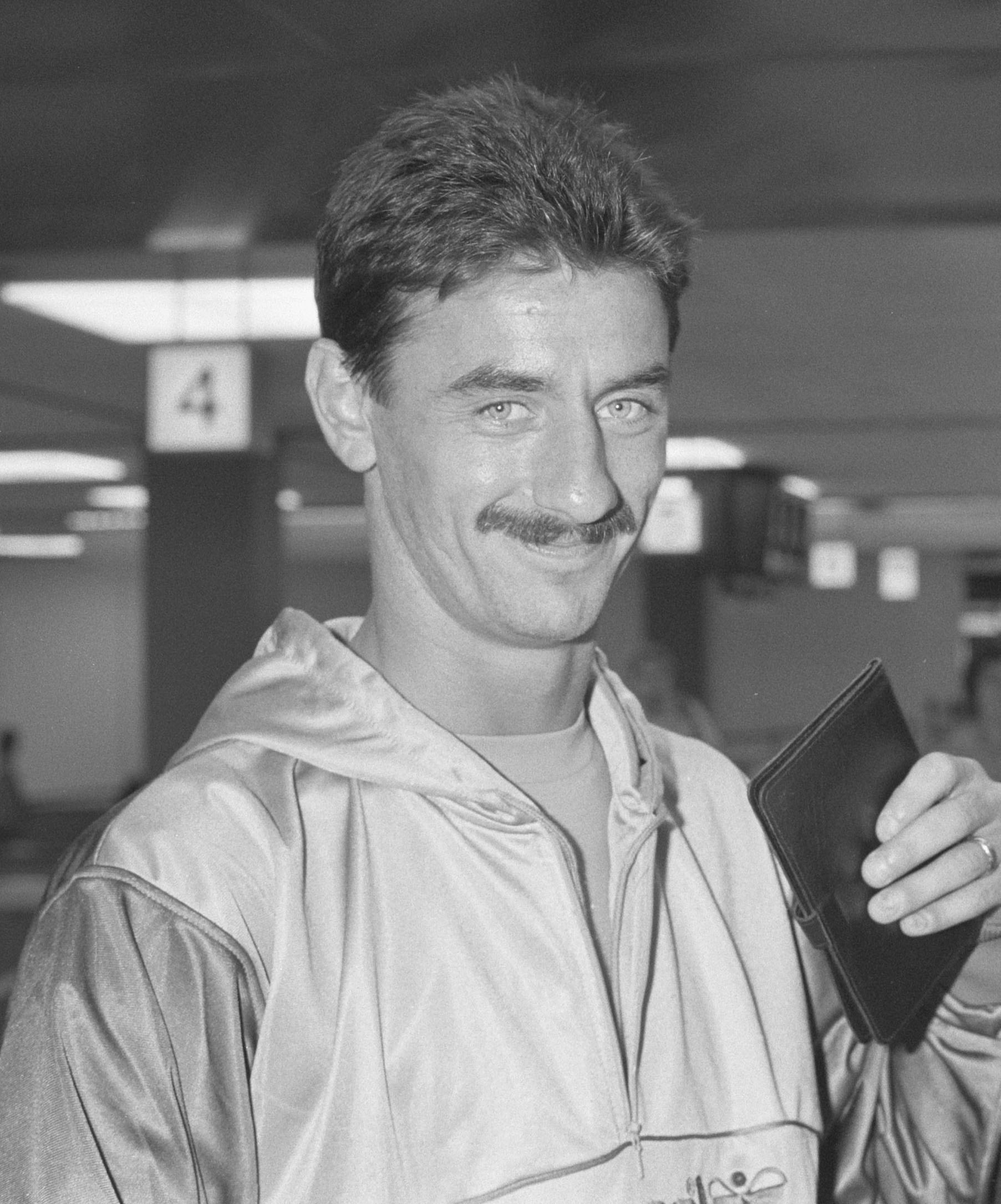
Раш в 1988 году

Вернувшись домой, Раш занял своё привычное место центрального нападающего. В команде появились новички Джон Олдридж, Джон Барнс, Питер Бирдсли. Кенни Далглиш был в роли играющего тренера. Олдридж покупался как замена Рашу, и после возвращения тому пришлось вновь доказывать своё место в основном составе. Многие[кто?] считали что выступать вместе они не могут, будучи одноплановые по амплуа игроками. «Энфилд» видел в Раше игрока-спасителя. В финальном матче Кубка Англии на «Уэмбли» против своего извечного соперника «Эвертона», Раш вышел на замену при счёте 1:1. Гол в составе «красных» забил Олдридж. Сначала Раш вывел Ливерпуль вперед, после того как игрок «Эвертона» Стюарт Маккол сравнял счёт, в дополнительное время Раш забил победный гол. Та победа была очень важна для Ливерпуля. 15 апреля 1989 года в полуфинале против «Ноттингем Форест» произошла трагедия на стадионе «Хиллсборо». Во время финала, болельщики «Эвертона» и «Ливерпуля» объединились, а через весь город Ливерпуль была протянута цепь из шарфов обоих клубов. УЕФА приняло решение о сокращении срока дисквалификации «Ливерпуля». Своей игрой Раш отправил своего конкурента ирландца Джона Олдриджа в скромный клуб пригорода Ливерпуля «Транмир Роверс», нападение составляла тройка Раш — Барнс — Бёрдсли. Сезон 1989—1990 годов стал победным, но выступать в розыгрыше Кубка европейских чемпионов клуб не мог, поскольку УЕФА дало разрешение только на сезон 1991—1992 годов. В сезоне 1990—1991 Ливерпуль соперничал с лондонским «Арсеналом». В середине сезона в отставку ушёл Кенни Далглиш, на его место пришёл шотландец Грэм Сунесс. Ливерпуль пришёл к финишу вторым, что дало ему право выступить в Европе в Кубке УЕФА. Сезон 1991—1992 не принёс титула в чемпионате, «Ливерпуль» выиграл — в третий раз с участием Раша — Кубок Англии, победив «Сандерленд» 2:0. Следующий сезон 1992—1993 был началом заката «Ливерпуля». В команде началась смена поколений, заиграл молодой Стив Макманаман, чуть позже Робби Фаулер и Джейми Реднапп. Ливерпуль выбыл из Кубка обладателей кубков, проиграв московскому «Спартаку». Раш выиграл шестой для себя Кубок Лиги в 1995 году. Руководство «Ливерпуля» понимало, что нуждается в более молодом и мобильном нападающем, и на замену Рашу был куплен за 4,8 млн фунтов Стэн Коллимор из «Ноттингем Форест».

### Завершение карьеры
После ухода из «Ливерпуля» Иан Раш играл за «Лидс Юнайтед», «Ньюкасл Юнайтед», «Шеффилд Юнайтед», «Рексем», а завершил карьеру в Австралии в клубе «Сидней Олимпик» в 2000 году. Выступая за эти клубы Раш был далёк от своей формы, он более походил на игрока-легенду, обучающего молодых форвардов.

## Тренерская карьера
Поработав тренером нападающих при Жераре Улье, Иан Раш принял решение возглавить свой первый профессиональный клуб, давший ему имя — «Честер Сити». Но встав у руля, Раш часто подвергался критике за тактику игры и частые поражения с крупным счётом. Проработав почти два сезона, Раш принял решение оставить пост главного тренера.

## Работа в СМИ
После ухода из «Честер Сити» в 2005 году Раш выступал приглашённым экспертом для канала ESPN, комментируя игры Лиги Чемпионов.

## Достижения

### В качестве игрока
«Ливерпуль»
- Чемпион Англии (5): 1981/82, 1982/83, 1983/84, 1985/86, 1989/90
- Обладатель Кубка Англии (3): 1985/86, 1988/89, 1991/92
- Обладатель Кубка Футбольной лиги (5): 1980/81, 1981/82, 1982/83, 1983/84, 1994/95
- Обладатель Суперкубка Англии (4): 1982, 1986, 1989, 1990
- Обладатель Кубка европейских чемпионов: 1983/84
- Обладатель Суперкубка ScreenSport: 1985/86

### Личные
- Молодой игрок года по версии ПФА: 1983
- Игрок года по версии футболистов ПФА: 1984
- Футболист года по версии Ассоциации футбольных журналистов: 1984
- Спортсмен года Уэльса по версии Би-би-си: 1984
- Включен в символическую сборную года по версии Ассоциации футбольных журналистов (5): 1983, 1984, 1985, 1987, 1991
- Обладатель «Золотой бутсы»: 1984
- Лучший бомбардир чемпионата Англии: 1984
- Лучший бомбардир «Ливерпуля» (9): 1981/82, 1982/83, 1983/84, 1985/86, 1986/87, 1989/90, 1990/91, 1992/93, 1993/94
- Включён в список величайших футболистов XX века по версии World Soccer

### Рекорды
- Рашу принадлежит второй показатель среди бомбардиров, поражавших ворота в розыгрышах Кубка Англии, причём ему удалось стать лучшим бомбардиром Кубка Англии в двадцатом веке. На его счету 44 забитых мяча (39 за «Ливерпуль», 4 за «Честер Сити», 1 за «Ньюкасл»). Больше голов в этом турнире (49) забил лишь Генри Кершем, в промежутке между 1877 и 1888 годами защищавший цвета «Ноттс Каунти».
- Больше всех (5 раз) Раш поражал ворота в финальных матчах Кубка Англии.
- Один из двух (вместе с сэром Джеффом Хёрстом) лучших бомбардиров Кубка Лиги — 49 мячей (из них 48 за «Ливерпуль»).
- Первый игрок, ставший пятикратным обладателем Кубка Лиги.
- Лучший бомбардир «Ливерпуля» с 346 голами.
- Второй бомбардир «Ливерпуля» по числу голов в высшем дивизионе чемпионата Англии (вслед за сэром Роджером Хантом с 245 голами) — 229 мячей.
- Лучший бомбардир в мерсисайдских дерби — 25 голов в ворота «Эвертона».

## Статистика выступлений
| Клуб                     | Сезон                | Лига | Лига | Кубки | Кубки | Еврокубки | Еврокубки | Прочие | Прочие | Итого | Итого |
| Клуб                     | Сезон                | Игры | Голы | Игры  | Голы  | Игры      | Голы      | Игры   | Голы   | Игры  | Голы  |
| ------------------------ | -------------------- | ---- | ---- | ----- | ----- | --------- | --------- | ------ | ------ | ----- | ----- |
| Честер Сити              | 1978/79              | 1    | 0    | 0     | 0     | -         | -         | 0      | 0      | 1     | 0     |
| Честер Сити              | 1979/80              | 33   | 14   | 8     | 5     | -         | -         | 0      | 0      | 41    | 19    |
| Честер Сити              | Итого                | 34   | 14   | 8     | 5     | 0         | 0         | 0      | 0      | 42    | 19    |
| Ливерпуль                | 1980/81              | 7    | 0    | 1     | 0     | 1         | 0         | 0      | 0      | 9     | 0     |
| Ливерпуль                | 1981/82              | 32   | 17   | 13    | 11    | 4         | 2         | 0      | 0      | 49    | 30    |
| Ливерпуль                | 1982/83              | 34   | 24   | 11    | 4     | 5         | 2         | 1      | 1      | 51    | 31    |
| Ливерпуль                | 1983/84              | 41   | 32   | 14    | 10    | 9         | 5         | 1      | 0      | 65    | 47    |
| Ливерпуль                | 1984/85              | 28   | 14   | 7     | 7     | 6         | 5         | 3      | 0      | 44    | 26    |
| Ливерпуль                | 1985/86              | 40   | 22   | 14    | 9     | 0         | 0         | 2      | 2      | 56    | 33    |
| Ливерпуль                | 1986/87              | 42   | 30   | 12    | 4     | 0         | 0         | 3      | 6      | 57    | 40    |
| Ливерпуль                | Итого                | 224  | 139  | 72    | 45    | 25        | 14        | 10     | 9      | 331   | 207   |
| Ювентус                  | 1987/88              | 29   | 7    | 7     | 5     | 3         | 1         | 1      | 0      | 40    | 13    |
| Ювентус                  | Итого                | 29   | 7    | 7     | 5     | 3         | 1         | 1      | 0      | 40    | 13    |
| Ливерпуль                | 1988/89              | 24   | 7    | 6     | 4     | 0         | 0         | 2      | 0      | 32    | 11    |
| Ливерпуль                | 1989/90              | 36   | 18   | 11    | 8     | 0         | 0         | 1      | 0      | 48    | 26    |
| Ливерпуль                | 1990/91              | 37   | 16   | 10    | 10    | 0         | 0         | 1      | 0      | 48    | 26    |
| Ливерпуль                | 1991/92              | 18   | 4    | 8     | 4     | 5         | 1         | 0      | 0      | 31    | 9     |
| Ливерпуль                | 1992/93              | 32   | 14   | 5     | 2     | 4         | 5         | 1      | 1      | 42    | 22    |
| Ливерпуль                | 1993/94              | 42   | 14   | 7     | 5     | 0         | 0         | 0      | 0      | 49    | 19    |
| Ливерпуль                | 1994/95              | 36   | 12   | 14    | 7     | 0         | 0         | 0      | 0      | 50    | 19    |
| Ливерпуль                | 1995/96              | 20   | 5    | 6     | 2     | 3         | 0         | 0      | 0      | 29    | 7     |
| Ливерпуль                | Итого                | 245  | 90   | 67    | 42    | 12        | 6         | 5      | 1      | 329   | 139   |
| Всего за «Ливерпуль»     | Всего за «Ливерпуль» | 469  | 229  | 139   | 87    | 37        | 20        | 15     | 10     | 660   | 346   |
| Лидс Юнайтед             | 1996/97              | 36   | 3    | 6     | 0     | 0         | 0         | 0      | 0      | 42    | 3     |
| Лидс Юнайтед             | Итого                | 36   | 3    | 6     | 0     | 0         | 0         | 0      | 0      | 42    | 3     |
| Ньюкасл Юнайтед          | 1997/98              | 10   | 0    | 3     | 2     | 1         | 0         | 0      | 0      | 14    | 2     |
| Ньюкасл Юнайтед          | Итого                | 10   | 0    | 3     | 2     | 1         | 0         | 0      | 0      | 14    | 2     |
| Шеффилд Юнайтед (аренда) | 1997/98              | 4    | 0    | 0     | 0     | 0         | 0         | 0      | 0      | 4     | 0     |
| Шеффилд Юнайтед (аренда) | Итого                | 4    | 0    | 0     | 0     | 0         | 0         | 0      | 0      | 4     | 0     |
| Рексем                   | 1998/99              | 17   | 0    | 6     | 0     | -         | -         | 1      | 0      | 24    | 0     |
| Рексем                   | Итого                | 17   | 0    | 6     | 0     | 0         | 0         | 1      | 0      | 24    | 0     |
| Сидней Олимпик           | 1999/00              | 2    | 1    | 0     | 0     | -         | -         | 0      | 0      | 2     | 1     |
| Сидней Олимпик           | Итого                | 2    | 1    | 0     | 0     | 0         | 0         | 0      | 0      | 2     | 1     |
| Всего за карьеру         | Всего за карьеру     | 601  | 254  | 169   | 99    | 41        | 21        | 17     | 10     | 828   | 384   |